# Comuna Zalaniv, Rohatîn
Zalaniv (în ucraineană Заланів) este o comună în raionul Rohatîn, regiunea Ivano-Frankivsk, Ucraina, formată din satele Malîi Zalaniv și Zalaniv (reședința).

## Demografie
Componența lingvistică a comunei Zalaniv
     Ucraineană (100%)
Conform recensământului din 2001, toată populația comunei Zalaniv era vorbitoare de ucraineană (100%).